# Шеина, Яна Александровна
Яна Александровна Шеина (23 июня 2000, Москва) — российская футболистка, полузащитница клуба «Локомотив» и сборной России.

## Биография
В детстве занималась ритмикой, но с четвёртого класса сосредоточилась на футболе. Воспитанница московских футбольных школ «Царицыно» (первый тренер — Светлана Капранова) и «Чертаново» (тренер — Роман Викторович Езопов). Неоднократная победительница и призёр московских турниров в младших возрастах. В составе сборной Москвы — победительница и лучший игрок первенства России среди девушек (до 17 лет) 2016 года. Финалистка VIII летней Спартакиады учащихся России (2017).
Учится в РГУФК на футбольного тренера.

## Клубная карьера

#### «Локомотив» (Москва)
С 2018 года выступает на взрослом уровне за московский «Локомотив». Дебютный матч в высшей лиге России сыграла 4 мая 2018 года против ЦСКА, а свой первый гол забила 4 августа 2018 года в ворота клуба «Звезда-2005». Всего в сезоне 2018 года забила 4 гола и стала одной из лучших бомбардиров своего клуба, наряду с Анной Кожниковой. Серебряный призёр чемпионата России 2019 и 2020 годов, чемпионка России 2021 года, бронзовый призёр 2022 и 2023 годов (в сезоне 2023 стала лучшим бомбардиром клуба, забив 15 мячей). По состоянию на конец сезона 2023 провела за «Локомотив» больше всего матчей (132 (110 в Чемпионате + 18 в Кубке + 2 в Суперкубке + 2 в Еврокубках)). 5 октября 2024 года Локомотив стал чемпионом Кубка России, Яна не принимала участия в финале из-за стрессового перелома большеберцовой кости, который она получила в июне 2024 года.

## Карьера в сборной
Выступала за юношеские (до 15 и до 17 лет) и молодёжную сборную России.
В национальной сборной России дебютировала 9 ноября 2018 года в товарищеском матче против Сербии, выйдя на замену в перерыве. Первый гол за национальную сборную забила 1 декабря 2023 года в товарищеском матче против сборной Парагвая.

## Достижения

### В качестве игрока
«Локомотив» (Москва)
- Чемпионка России (1): 2021
- Серебряный призёр Чемпионата России (2): 2019, 2020
- Бронзовый призёр Чемпионата России (2): 2022, 2023
- Обладатель Кубка России (2): 2020, 2021
- Обладатель Суперкубка России (2): 2021, 2022
- Победитель Международного кубка РЖД (1): 2022